# Micrutalis bella
Micrutalis bella är en insektsart som beskrevs av Goding. Micrutalis bella ingår i släktet Micrutalis och familjen hornstritar. Inga underarter finns listade i Catalogue of Life.